# Акжайдак
Акжайдак (каз. Ақжайдақ) — село в Актогайском районе Карагандинской области Казахстана. Входит в состав Ортадересинского сельского округа. Код КАТО — 353659200.

## Население
В 1999 году население села составляло 197 человек (95 мужчин и 102 женщины). По данным переписи 2009 года, в селе проживало 206 человек (109 мужчин и 97 женщин).